# Melaniparus
Genre
Melaniparus est un genre de passereaux de la famille des Paridae. Il comprend quinze espèces de mésanges.
À la suite de l'étude de Ulf S. Johansson (d) et al. (2013) sur les relations phylogéniques des espèces au sein de la famille des Paridae, le genre Parus est redéfini pour être monophylétique. Le Congrès ornithologique international répercute ces changements dans sa classification de référence version 3.5 (2013)

## Répartition
Ce genre se trouve à l'état naturel en Afrique subsaharienne.

## Liste alphabétique des espèces
Selon la classification de référence du Congrès ornithologique international (version 15.1, 2025) :
- Melaniparus guineensis (Shelley, 1900) — Mésange galonnée
- Melaniparus leucomelas (Rüppell, 1840) — Mésange à épaulettes
- Melaniparus niger (Vieillot, 1818) — Mésange nègre
- Melaniparus carpi (Macdonald & Hall, BP, 1957) — Mésange de Carp
- Melaniparus albiventris (Shelley, 1881) — Mésange à ventre blanc
- Melaniparus leuconotus (Guérin-Méneville, 1843) — Mésange à dos blanc
- Melaniparus funereus Verreaux, J & Verreaux, E, 1855 — Mésange enfumée
- Melaniparus rufiventris (Barboza du Bocage, 1877) — Mésange à ventre cannelle
- Melaniparus fringillinus (Fischer, GA & Reichenow, 1884) — Mésange à gorge rousse
- Melaniparus fasciiventer (Reichenow, 1893) — Mésange à ventre strié
- Melaniparus thruppi (Shelley, 1885) — Mésange somalienne
- Melaniparus griseiventris (Reichenow, 1882) — Mésange à ventre gris
- Melaniparus cinerascens (Vieillot, 1818) — Mésange cendrée
- Melaniparus afer (Gmelin, JF, 1789) — Mésange petit-deuil